# 第68回英国アカデミー賞
第68回英国アカデミー賞（だい68かいえいこくアカデミーしょう）は、2014年の映画を対象としており、2015年2月8日にロンドンのロイヤル・オペラ・ハウスで授賞式が行われた。授賞式の司会は通算10度目となるスティーヴン・フライであり。ノミネートは2015年1月9日に発表された。

## ノミネート一覧
ノミネートは2015年1月8日に発表された。
| 作品賞 | 監督賞 |
| --- | --- |
| - 『6才のボクが、大人になるまで。』 - 『グランド・ブダペスト・ホテル』 - 『博士と彼女のセオリー』 - 『バードマン あるいは（無知がもたらす予期せぬ奇跡）』 - 『イミテーション・ゲーム/エニグマと天才数学者の秘密』 | - リチャード・リンクレイター - 『6才のボクが、大人になるまで。』 - アレハンドロ・ゴンサレス・イニャリトゥ - 『バードマン あるいは（無知がもたらす予期せぬ奇跡）』 - ウェス・アンダーソン - 『グランド・ブダペスト・ホテル』 - ジェームズ・マーシュ - 『博士と彼女のセオリー』 - デイミアン・チャゼル - 『セッション』                                                                                             |
| 主演男優賞 | 主演女優賞 |
| - エディ・レッドメイン - 『博士と彼女のセオリー』 - スティーヴン・ホーキング役 - レイフ・ファインズ - 『グランド・ブダペスト・ホテル』 - ムッシュ・グスタヴ・H役 - ベネディクト・カンバーバッチ - 『イミテーション・ゲーム/エニグマと天才数学者の秘密』 - アラン・チューリング役 - ジェイク・ギレンホール - 『ナイトクローラー』 - ルイス・ブルーム役 - マイケル・キートン - 『バードマン あるいは（無知がもたらす予期せぬ奇跡）』 - リーガン・トムソン役 | - ジュリアン・ムーア - 『アリスのままで』 - アリス・ハウランド役 - フェリシティ・ジョーンズ - 『博士と彼女のセオリー』 - ジェーン・ワイルド・ホーキング役 - リース・ウィザースプーン - 『わたしに会うまでの1600キロ』 - エイミー・アダムス - 『ビッグ・アイズ』 - マーガレット・キーン役 - ロザムンド・パイク - 『ゴーン・ガール』 - エイミー・エリオット・ダン役                                                 |
| 助演男優賞 | 助演女優賞 |
| - J・K・シモンズ - 『セッション』 - フレッチャー役 - マーク・ラファロ - 『フォックスキャッチャー』 - デイヴ・シュルツ役 - スティーヴ・カレル - 『フォックスキャッチャー』 - ジョン・デュポン役 - エドワード・ノートン - 『バードマン あるいは（無知がもたらす予期せぬ奇跡）』 - マイク・シャイナー役 - イーサン・ホーク - 『6才のボクが、大人になるまで。』 - メイソン・エヴァンス・シニア役                                                              | - パトリシア・アークエット - 『6才のボクが、大人になるまで。』 - オリヴィア・エヴァンス役 - キーラ・ナイトレイ - 『イミテーション・ゲーム/エニグマと天才数学者の秘密』 - ジョーン・クラーク役 - イメルダ・スタウントン - 『パレードへようこそ』 - ヘフィナ・ヒードン役 - エマ・ストーン - 『バードマン あるいは（無知がもたらす予期せぬ奇跡）』 - サム・トムソン役 - レネ・ルッソ - 『ナイトクローラー』 - ニナ役 |
| オリジナル脚本賞 | 脚色賞 |
| - ウェス・アンダーソン - 『グランド・ブダペスト・ホテル』 - アレハンドロ・ゴンサレス・イニャリトゥ、アーマンド・ボー、ニコラス・ジャコボーン、アレクサンダー・ディネラリス・Jr - 『バードマン あるいは（無知がもたらす予期せぬ奇跡）』 - リチャード・リンクレイター - 『6才のボクが、大人になるまで。』 - ダン・ギルロイ - 『ナイトクローラー』 - デイミアン・チャゼル - 『セッション』                                                                   | - アンソニー・マッカーテン - 『博士と彼女のセオリー』 - ジェイソン・ホール - 『アメリカン・スナイパー』 - ギリアン・フリン - 『ゴーン・ガール』 - グレアム・ムーア - 『イミテーション・ゲーム/エニグマと天才数学者の秘密』 - ポール・キング - 『パディントン』 |
| 撮影賞 | 新人脚本家・監督・製作者賞 |
| - エマニュエル・ルベツキ - 『バードマン あるいは（無知がもたらす予期せぬ奇跡）』 | |
| 英国作品賞 | ドキュメンタリー賞 |
| - 『博士と彼女のセオリー』 | - 『シチズンフォー スノーデンの暴露』 |
| 作曲賞 | 音響賞 |
| - アレクサンドル・デプラ - 『グランド・ブダペスト・ホテル』 | - 『セッション』 |
| プロダクションデザイン賞 | 特殊視覚効果賞 |
| - アダム・ストックハウゼン、アンナ・ピノック - 『グランド・ブダペスト・ホテル』 - リック・ハインリクス、シェーン・ヴィオー - 『ビッグ・アイズ』 - マリア・ジュルコヴィッチ、タチアナ・マクドナルド - 『イミテーション・ゲーム/エニグマと天才数学者の秘密』 - ネイサン・クロウリー、ゲイリー・フェティス - 『インターステラー』 - スージー・デイヴィーズ、シャーロット・ワッツ - 『ターナー、光に愛を求めて』                                              | - 『インターステラー』 - 『猿の惑星: 新世紀』 - 『ガーディアンズ・オブ・ギャラクシー』 - 『ホビット 決戦のゆくえ』 - 『X-MEN:フューチャー&パスト』 |
| 衣裳デザイン賞 | メイクアップ&ヘア賞 |
| - ミレーナ・カノネロ - 『グランド・ブダペスト・ホテル』 | - 『グランド・ブダペスト・ホテル』 |
| 編集賞 | 非英語作品賞 |
| - 『セッション』 | - 『イーダ』 - 『裁かれるは善人のみ』 - 『めぐり逢わせのお弁当』 - 『トラッシュ! -この街が輝く日まで-』 - 『サンドラの週末』 |
| アニメ映画賞 | 短編アニメ賞 |
| - 『LEGO ムービー』 - 『ベイマックス』 - 『The Boxtrolls』 | |
| 短編映画賞 | EEライジング・スター賞 |
| | - ジャック・オコンネル - ググ・バサ＝ロー - マーゴット・ロビー - マイルズ・テラー - シェイリーン・ウッドリー |

## 複数ノミネート
- 11: 『グランド・ブダペスト・ホテル』
- 10: 『バードマン あるいは（無知がもたらす予期せぬ奇跡）』、『博士と彼女のセオリー』
- 9: 『イミテーション・ゲーム/エニグマと天才数学者の秘密』